# وچلکا
وچلکا (به لاتین: Vchelka) یک آبشار در اوکراین است که در Zhytomyr Raion واقع شده‌است.